# Landesvereinigung der Bayerischen Milchwirtschaft
Die Landesvereinigung der Bayerischen Milchwirtschaft e. V. (LVBM) mit Sitz im „Haus der Milch“ in München war von 1956 bis einschließlich 2017 der Dachverband der Milchwirtschaft in Bayern. Sein Zweck war es, die unterschiedlichen Interessen der in der Milchwirtschaft tätigen Organisationen zu bündeln und sich für die Qualität und den Absatz von Milcherzeugnissen zur Stärkung des Wirtschaftszweiges einzusetzen.

## Mitglieder
Mitglieder des LVBM waren:

### Ordentliche Mitglieder
Milcherzeuger
- Bayerischer Bauernverband
- Verband der Milcherzeuger Bayern e. V.
- Landesverband Bayern des BDM e.V.

Molkereien
- Genossenschaftsverband Bayern e. V.
- Verband der Bayerischen Privaten Milchwirtschaft e. V.
- Interessengemeinschaft privater Milchverarbeiter Bayerns e. V.
- Milchindustriegruppe Allgäu e. V.

Handel
- Handelsverband Bayern – Der Einzelhandel e.V.

Verbraucher
- Deutscher Gewerkschaftsbund – Landesbezirk Bayern e. V.
- ver.di – Vereinte Dienstleistungsgewerkschaft
- DHB – Netzwerk Haushalt e.V., Berufsverband der Haushaltsführenden

### Außerordentliche Mitglieder
- Milchwirtschaftlicher Verein Allgäu-Schwaben e. V.
- Milchwirtschaftlicher Verein Franken e. V.
- Milchwirtschaftlicher Verein Oberbayern e. V.

## Vorsitzender und Geschäftsführung
Vorsitzender der Landesvereinigung war zuletzt Günther Felßner, Stellvertreter Markus Bauer. Die Geschäftsführung hatte Maria Linderer inne.

## Geschichte
Der Verband wurde 1956 gegründet. Die Voraussetzung zur Gründung bildete das 1952 verabschiedete Milch- und Fettgesetz, in dem erstmals einheitliche hygienische Standards für die Milcherzeugung und -verarbeitung festgelegt wurden. Um diese Bestimmungen erfolgreich umzusetzen und den Wirtschaftsfaktor Milch in Bayern weiter auszubauen, sollten sämtliche an der Wertschöpfungskette beteiligten Gruppen unter einem Dach zusammengebracht werden: Vom Milcherzeuger über die Verarbeitungsbetriebe und den Milchhandel bis hin zu Verbraucherorganisationen.
Auf Antrag des Verbandes der Bayerischen Privaten Milchwirtschaft, der Interessengemeinschaft Privater Milchverarbeiter Bayerns und des Genossenschaftsverbandes Bayern beschloss die Mitgliederversammlung vom 23. November 2017 die sofortige Auflösung der LVBM. Die drei Molkereiverbände hatten sich zuvor geeinigt, wesentliche gemeinsame Aufgaben der bayerischen Milchwirtschaft neu zu organisieren und einen ausschließlich von Molkereien getragenen Verein gegründet, der das bisherige staatliche Umlagesystem ersetzt. Er führt die wesentlichen Aufgaben der bayerischen Milchwirtschaft (Finanzierung der Schulen für Molkereifachleute in Triesdorf und Kempten, sowie der Süddeutschen Butter- und Käse-Börse, Krisenmanagement, Kommunikation und Absatzförderung) fort. Der neue Verein erhielt ein Kuratorium, in dem alle bisher in der Landesvereinigung repräsentierten Verbände und Organisationen vertreten sind. Begründet wurde der Auflösungsantrag mit rechtlichen Bedenken der EU-Kommission bezüglich des Umlagesystems sowie Kritik an Aufgabenschwerpunkten und Entscheidungsstrukturen.
Infolge der Auflösung der Landesvereinigung installierte der Bayerische Bauernverband BBV einen eigenen Milchausschuss und passte den Aufgabenbereich des Verbandes der Milcherzeuger Bayern an.

## Aufgaben
Hauptzweck der LVBM war die Qualitäts- und Imageförderung für Milch und Milcherzeugnisse im In- und Ausland. Sie betrieb Presse- und Öffentlichkeitsarbeit für die bayerische Land- und Milchwirtschaft und informierte über milchwirtschaftliche Berufe. Weiterhin beantwortete sie als Ansprechpartner Warenkunde- und Ernährungsfragen (z. B. von Verbrauchern oder Journalisten) rund um das Thema Milch und stand Ministerien, Behörden, Schulen, Forschungsanstalten und sonstigen Institutionen als Koordinationspartner zur Verfügung. Der Verband vertrat die bayerische Milchwirtschaft auf Bundesebene und formulierte Stellungnahmen zu aktuellen Fragestellungen (Gesetze, Verordnungen).
So ist auf Betreiben der Landesvereinigung seit 2015 die bayerische Käsespezialität „Obatzter“ im Register der geschützten Ursprungsbezeichnungen und der geschützten geografischen Angaben der Europäischen Kommission eingetragen.

## Ziele
Zweck war es, national und international ein positives Image für Milch und Käse zu vermitteln und die Verbraucher von hoher Qualität und gutem Geschmack der Erzeugnisse zu überzeugen. Insbesondere Kinder und Jugendliche sollten durch verschiedene Aktionen dazu angeregt werden, mehr Milchprodukte zu verzehren.

## Tätigkeitsfelder
Der Verband erstellte Informationsmaterialien für Verbraucher und Multiplikatoren wie Lehrer und Ernährungsberater und betrieb eine breit angelegte Pressearbeit. Weiterhin führte die LVBM Warenkundeschulungen für Verkaufspersonal durch, war auf Messen und Ausstellungen vertreten und führte eigene Veranstaltungen durch.

### Messen und Ausstellungen
Zur Image- und Absatzförderung der Milchprodukte war der Verband mit einem Gemeinschaftsstand der bayerischen Molkereien auf zahlreichen Messen im In- und Ausland präsent, zum Beispiel der Internationalen Grünen Woche in Berlin, der Biofach in Nürnberg, der Anuga in Köln, der Internorga in Hamburg oder der SIAL Paris.

### Pressearbeit
Die Imageförderung zu Gunsten der Molkereiprodukte wurde durch eine Kommunikationskampagne unterstützt. Diese beinhaltete Presseaussendungen zu milchwirtschaftlichen Themen, Medienkooperationen, Initiierung und mediale Begleitung von Events und Aktionen, Entwicklung und Publikation von Rezepten sowie die Information zu Produktinnovationen der bayerischen Molkereien. Mit dem Journal „Guad“ informierte die LVBM die Gastronomie und die Hotellerie regelmäßig zu aktuellen Trends und Rezepten. Die Reportagen im Magazin lieferten Hintergrundberichte zu Unternehmen, Restaurants oder Gastronomiekonzepten.

### Seminare und Schulungen
In Kooperation mit Ernährungsfachkräften führte die LVBM regelmäßig Verbraucherseminare zu Gesundheits- und Ernährungsthemen durch. Warenkundeschulungen an Berufsschulen, Informationsveranstaltungen für Verkaufspersonal und Köche sowie Fortbildungen für Ärzte, Lehrer, Diätassistenten und Hebammen gehörten ebenfalls zum Tätigkeitsbereich.

### Milch in der Schule
Der Verband initiierte und unterstützte diverse Aktionen rund um das Thema Schulmilch und hat Broschüren und Materialien entwickelt, die Lehrer für ihren Unterricht nutzen können, die aber auch ein Milchangebot im Pausenverkauf zum Ziel hatten.

### Internationaler Tag der Milch
Der Internationale Tag der Milch wurde von der Ernährungs- und Landwirtschaftsorganisation der Vereinten Nationen und dem Internationalen Milchwirtschaftsverband (IDF) initiiert. Er soll das Nahrungsmittel Milch als natürliches und gesundes Getränk weltweit für alle Nationen und Altersstufen im Bewusstsein halten. 2013 fand er zum 56. Mal statt, in den vergangenen Jahren wurde der Tag in über 30 Ländern gefeiert. Der Tag der Milch wurde von der Landesvereinigung der Bayerischen Milchwirtschaft jedes Jahr an wechselnden Standorten ausgerichtet. Die Veranstaltung richtet sich an Verbraucher aller Altersgruppen. Bei Aktionen, Spielen und Verköstigungen vor Ort soll den Besuchern Wissenswertes rund um das Thema Milch vermittelt werden.

### Bayerische Milchkönigin
Das „Amt“ der Milchkönigin wurde 1985 ins Leben gerufen, die erste Amtsinhaberin war Christine Baab. Die Milchkönigin wird alle zwei Jahre gekürt. Sie fungiert als Botschafterin und Sympathieträgerin für Milch- und Käseprodukte. Sie repräsentiert das „Milchland Bayern“ auf Presse- und Verbraucherveranstaltungen, offiziellen Empfängen, Ausstellungen und Messen im In- und Ausland. In ihrem Amt wird sie durch eine Milchprinzessin unterstützt. Beide „Hoheiten“ engagieren sich im Laufe der Amtszeit bei zahlreichen Veranstaltungen. Seit der Auflösung der LVBM erfolgt die Organisation durch den Verband der Milcherzeuger Bayern e.V.

### Bayerische Milchwirtschaft in Zahlen
Die bayerische Milchwirtschaft ist mit einem Umsatzanteil von etwa 40 Prozent die bedeutendste Branche des bayerischen Ernährungsgewerbes. Mit einer erzeugten Milchmenge von mehr als 7 Mio. Tonnen stellt Bayern circa ein Drittel der gesamtdeutschen Milchproduktion. Die bayerische Land- und Milchwirtschaft gilt im europäischen Vergleich eher als kleinstrukturiert.